# Carmen Linares
Carmen Pacheco Rodríguez (Linares, Jaén, 25 de febrero de 1951), conocida artísticamente como Carmen Linares, es una cantaora española de flamenco. Está considerada como una de las cantaoras más completas y con mayor conocimiento de estilos flamencos junto a La Niña de los Peines y La Niña de la puebla.
Compañera de generación de artistas como Paco de Lucía, Camarón, Enrique Morente, Pepe Habichuela, Tomatito, José Mercé y Manolo Sanlúcar. Carmen Linares está considerada como una leyenda viva del flamenco y ha sido reconocida con el Premio Princesa de Asturias de las Artes 2022.
Maestra y cantaora de referencia de la generación de artistas jóvenes como Estrella Morente, Miguel Poveda, Marina Heredia, Arcángel, Pitingo y Rocío Márquez. Ha conquistado por méritos propios un lugar privilegiado en la cultura musical española contemporánea, siendo en la actualidad una de las artistas más aclamadas y con más proyección internacional del arte flamenco actuando en la última década en escenarios como Carnegie Hall de Nueva York, Sadler's Wells de Londres, Palacio de la Música Catalana de Barcelona, Auditorio Nacional de Madrid y la Cité de la Musique de París.

## Biografía
Carmen Linares llegó a Madrid con su familia en el año 1968 donde conocería a Rafael Romero, Fosforito o Juan Varea. Se formó con artistas veteranos como Pepe Matrona, Fosforito y Juan Varea en los tablaos madrileños de café de Chinitas y Torres Bermejas. Allí también compartió escenario con jóvenes talentos como Camarón, Enrique Morente y los hermanos Pepe Habichuela y Juan Habichuela.
Carmen Linares ha grabado álbumes de referencia como Cantaora, Canciones Populares de Lorca y Antología de la mujer el cante (Universal, 1996) que está considerado por la crítica uno de los mejores diez discos del flamenco de la historia del flamenco. En este álbum Carmen Linares interpreta cantes olvidados y rescata algunos estilos tradicionales de cantaoras para crear su propia identidad musical acompañada de una estela de guitarristas como Tomatito, Vicente Amigo, Moraito, Pepe Habichuela, Rafael Riqueni y José Antonio Rodríguez entre otros.
En 1988 Carmen Linares fue la voz elegida para reestrenar la versión original de «El amor brujo» de Manuel de Falla, en la inauguración de la VI Bienal de Arte Flamenco de Sevilla. Esa búsqueda constante de nuevas formas de expresión, ha desembocado en un arte enriquecedor capaz de integrar el cante jondo con agrupaciones de cámara y orquestas sinfónicas. Ha sido una de las primeras artistas flamencas que, invitada por la Orquesta Filarmónica de Nueva York, actuó en el Lincoln Center. El diario The New York Times la calificó de cantante con «un poder expresivo extraordinario». Junto a directores de la talla de Frühbeck de Burgos, Josep Pons y Leo Brouwer se ha presentado cantando «El amor brujo» y «La vida breve» en el Teatro Colón de Buenos Aires, la Ópera de Sídney, Shinjuku Bunka Center de Tokio, Royal Albert Hall de Londres y el Auditorio Nacional de Madrid y Palacio de Euskalduna de Bilbao con el ballet de Víctor Ullate.
Ha grabado álbumes y ha cantado en proyectos escénicos interpretando a los poetas españoles universales. Poetas como Federico García Lorca en como «Canciones Populares de Lorca» (Auvidis, 1993), «Un rato, un minuto, un siglo» (1998), «Poeta en Nueva York» (2007) y «Que no he muerto» (2003), a Juan Ramón Jiménez en su disco «Raíces y Alas», a Miguel Hernández en «Oasis abierto» (2011), «Flamencos cantan a Miguel Hernández» (2013) y «Verso a Verso» (Salobre, 2017). 
Ha participado en proyectos escénicos colaborando con artistas de primer nivel como «Un rato, un minuto, un siglo» (1996) con Lola Herrera, «Apocalipsis» (1998) con Irene Papas, «Locura de brisa y trino» (1999) de Manolo Sanlúcar, «Poeta en Nueva York» (2007) de Blanca Li,  y «Lamentaciones de Jeremías» (2011) de Uri Caine, «Qawwali Flamenco» (2013) con Faiz Ali Faiz, Compañía Nacional de Arte Dramático con «Séneca» (2017) y Academia del Piaccere (2018) con los que ha actuado en escenarios como Lincoln Center for the Performing Arts de Nueva York, Teatro Maestranza de Sevilla, Barbican Centre de Londres, Teatre Liceu de Barcelona, Ópera de Sídney, Teatro Chaillot de París, Teatro Real de Madrid y Teatro del Generalife de Granada. 

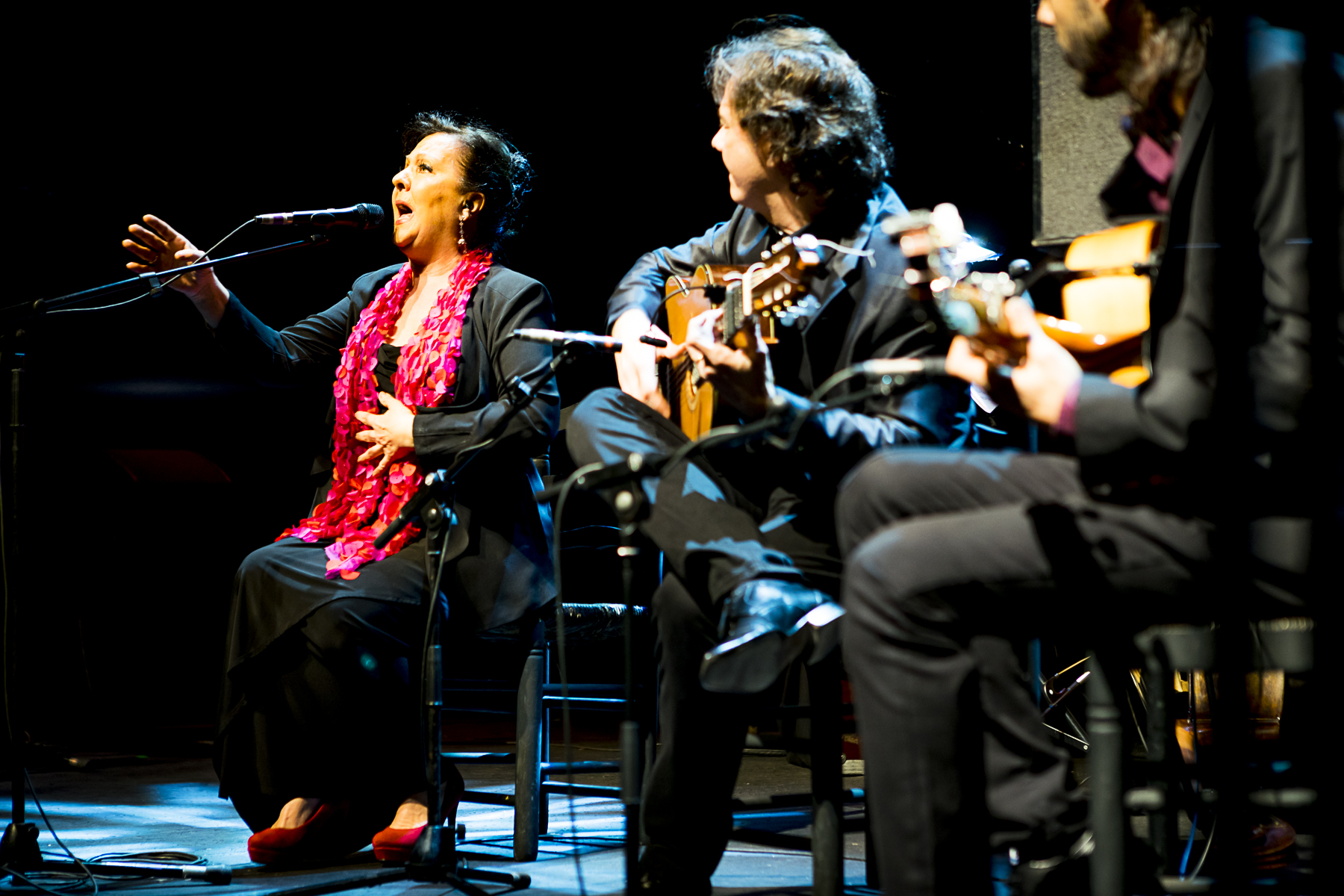
Carmen Linares en concreto en Teatro Circo Price de Madrid (2017)

Dirige sus propios espectáculos como «Canciones Populares de Lorca», «Ramito de Locura», «Raíces y Alas», «Oasis Abierto», «Remembranzas», «Cuatro» y «Encuentro» en los que ha contado con artistas de la talla de Gerardo Núñez, Belén Maya, Jorge Pardo, Juan Manuel Cañizares, Carles Benavent, Juan Carlos Romero, Javier Barón, Tomasito, Miguel Ángel Cortés, Camerata Flamenco Project o Rafaela Carrasco entre otros.
En la temporada 2018/2019 estuvo de gira con tres proyectos su último disco: un homenaje al poeta Miguel Hernández titulado «Verso a Verso» con el que ha ganado el Premio MIN a Mejor Álbum Flamenco, el espectáculo «Tempo de Luz» junto a Arcángel y Marina Heredia y con una nueva versión de «El amor brujo» con orquesta sinfónica. 
En 2020 Carmen comenzó su gira 40 aniversario con un espectáculo extraordinario. Cantaora: 40 años de flamenco es un concierto con un repertorio imprescindible que ha encumbrado a Carmen Linares como una leyenda del flamenco. Un programa que destaca su antología de cantes de mujer, el cancionero de Federico García Lorca y sus homenajes a Enrique Morente, Paco de Lucía y Mercedes Sosa. 
Una gira que le ha llevado a escenarios como el Teatro de la Maestranza de Sevilla, el Teatro de la Zarzuela de Madrid, el Teatre Grec de Barcelona o el Gran Teatro de Córdoba entre otros. En esta gira que han participado artistas invitados de la talla de Joan Manuel Serrat, Miguel Poveda, Luz Casal, Pitingo, Estrella Morente, Marina Heredia, Martirio, Silvia Pérez Cruz, Rafael Riqueni, María del Mar Bonet, Juan Valderrama, Pepe Habichuela y Arcángel entre otros. Una extraordinaria gira de aniversario que dejará momentos únicos en la historia del flamenco.

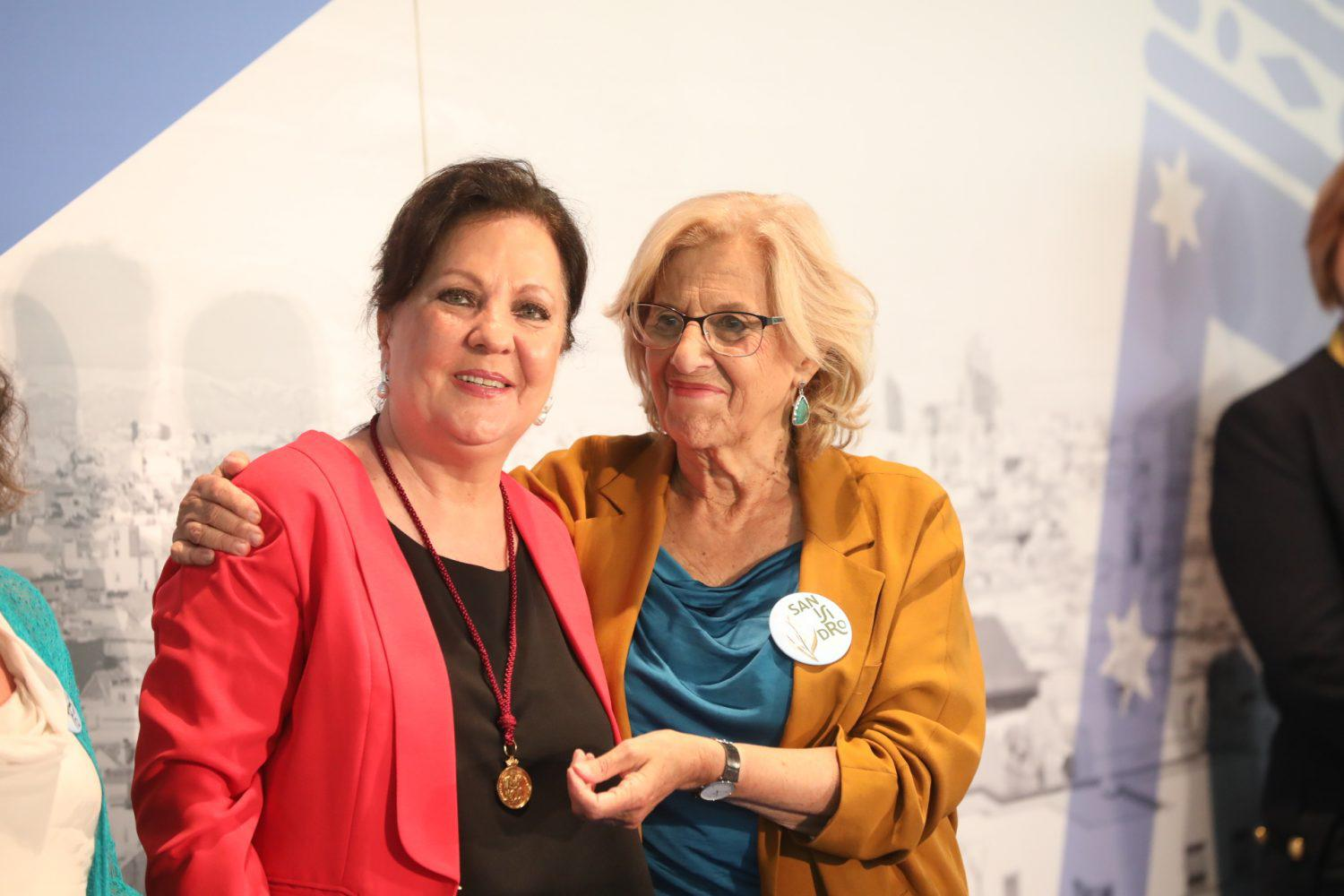
Imposición de la Medalla de Madrid

Artista de proyección internacional. Voz flamenca contemporánea. Es la única mujer del flamenco que ha ganado el 'Premio Nacional de Música de España' en la categoría de interpretación. Carmen Linares está reconocida como una leyenda viva del flamenco y ha sido galardonada con el Premio Princesa de Asturias de las Artes 2022 junto a la coreógrafa y bailaora María Pagés. A estos premios hay que añadir el doctorado honoris causa por la Universidad de Sevilla en 2023. En 2025  ha sido reconocida con el Premio El Ojo Crítico Especial en la XXXV edición de los galardones del programa cultural de Radio Nacional de España.

## Premios y reconocimientos

### Premios
| Año  | Premio |
| ---- | --- |
| 2024 | Premio Ojo Crítico Especial |
| 2023 | Premio Grammy Latino a la Excelencia Musical |
| 2023 | Doctora honoris causa por la Universidad de Sevilla                                                                                              |
| 2023 | Nombrada hija predilecta de Linares (Jaén) |
| 2022 | Premio Princesa de Asturias de las Artes |
| 2019 | Medalla de Oro de ayuntamiento de Madrid |
| 2019 | Premio Internacional Terras sem Sombra otorgado por el Festival Terras sem Sombra celebrado en Alentejo (Portugal).                              |
| 2019 | Título de Master of Mediterranean Music Award del Berklee College of Music de Boston.                                                            |
| 2019 | Nominación a Premios Goya por la canción «Tarde azul de abril» de Roque Baños para la película El hombre que mató a Don Quijote de Terry Gilliam |
| 2018 | Premio MIN Mejor Álbum Flamenco «Verso a Verso canta a Miguel Hernández»                                                                         |
| 2017 | Premio Leyenda del Flamenco |
| 2011 | Premio de Honor de la Academia de la Música |
| 2010 | Premio La Barraca a las Artes Escénicas. |
| 2009 | Nominación a Grammy Latinos en categoría Mejor Álbum Flamenco por «Raíces y Alas»                                                                |
| 2009 | Mejor Álbum Flamenco en Premios de la Música por «Raíces y Alas»                                                                                 |
| m    | Mejor Álbum Flamenco en Premios de la Música por «Territorio Flamenco»                                                                           |
| m    | Medalla de Oro de las Bellas Artes concedida por el Ministerio de Cultura de España                                                              |
| 2001 | Premio Nacional de Música concedido por el Ministerio de Cultura de España                                                                       |
| 1999 | Premio Compás del Cante otorgado por la Fundación Cruz Campo.                                                                                    |
| m    | Nominación a Grammy Latinos en categoría Mejor Álbum Flamenco por «Un Ramito de Locura»                                                          |
| 2003 | Nominación a Mejor Álbum Flamenco en Premios de la Música por el álbum «Ramito de Locura»                                                        |
| 1998 | Medalla de Plata de la Junta de Andalucía |
| 1991 | Premio Mejor Álbum del Año concedido por la Academia Francesa del Disco                                                                          |
| 1988 | Premio ICARO Mejor Álbum del Año concedido por la Diario 16                                                                                      |

## Discografía

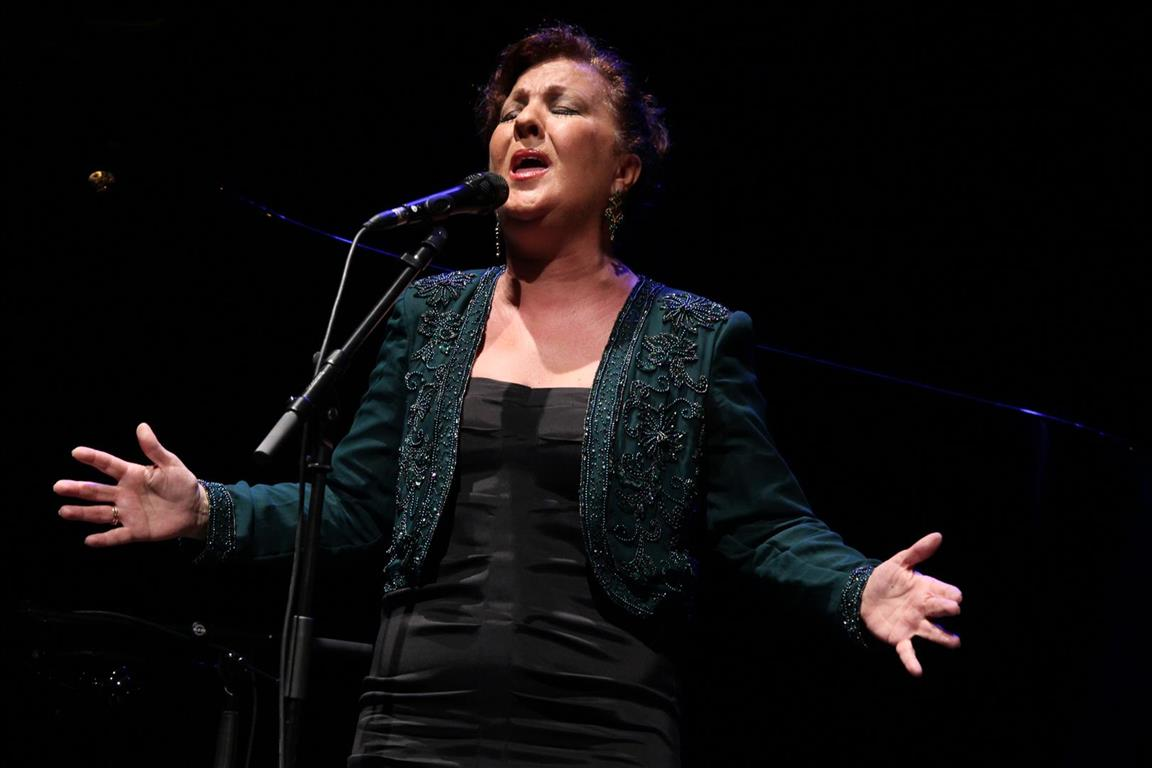
Concierto con "Tempo de Luz" en Sadler`s Wells de Londres en 2018

### Discografía oficial
| Año  | Título                                                                            | Discográfica | Elenco principal |
| ---- | --------------------------------------------------------------------------------- | ------------ | --- |
| 2024 | «40 Años de Flamenco - Disco grabado en directo en Gira 2020-2024»                | Salobre      | Carmen Linares, Salvador Gutiérrez, Pablo Suárez, Eduardo Espín, Josemi Garzón, Karo Sampela, Ana María González, Vanesa Aibar, Rosario Amador, Miguel Poveda, Pepe Habichuela, Estrella Morente, Joan Manuel Serrat, Luz Casal, Silvia Pérez Cruz, Arcángel, Marina Heredia, Rafael Riqueni, Martirio, Lucía Espín, Miguel Ángel Cortés. Letras de Federico García Lorca, Miguel Hernández, Juan Ramón Jiménez, Rafael Alberti, Enrique Morente, Antonio Machado, Vainica Doble, Mercedes Sosa, José Angel Valente, |
| 2022 | «Antología de la mujer» Edición Especial Premio Princesa de Asturias de las Artes | Universal    | Carmen Linares, Tomatito, Vicente Amigo, Moraito, Pepe Habichuela, Rafael Riqueni, Juan Habichuela, Ketama, Enrique de Melchor, Paco Cepero, Javier Barón, Antonio Carmona, |
| 2017 | «Verso a Verso canta a Miguel Hernández»                                          | Salobre      | Carmen Linares, Salvador Gutiérrez, Pablo Suárez, Josemi Garzón, Karo Sampela, Silvia Pérez Cruz, Arcángel, Eduardo Pacheco, Lucía Espín, Camerata Flamenco Project, Letras de Miguel Hernández |
| 2011 | «Remembranzas»                                                                    | Salobre      | Carmen Linares, Juan Carlos Romero, Miguel Poveda, Javier Barón, Salvador Gutiérrez, Miguel Ángel Cortés, Pablo Suárez, José Luis Ortiz Nuevo, Paco Cortés, Julio Blasco, Pedro Esparza, Rafael Villanueva, Eduardo Pacheco, Paco Cruzado, Ana María González, Javier González, Rosario Amador, |
| 2008 | «Raíces y Alas»                                                                   | Salobre      | Carmen Linares, Juan Carlos Romero, Tino Digeraldo, Antonio Coronel. Letras de Juan Ramón Jiménez |
| 2002 | «Un ramito de locura»                                                             | Universal    | Carmen Linares, Gerardo Núñez, Pablo Martín Caminero, Cepillo. Letras Populares, José Ángel Valente |
| 1999 | «Locura de Brisa y Trino»                                                         | Universal    | Manolo Sanlúcar, Isidro Muñoz, Carmen Linares, Tino Di Geraldo, Cepillo. Letras de Federico García Lorca. (Colaboración discográfica) |
| 1996 | «Antología de la mujer en el cante»                                               | Universal    | Carmen Linares, Tomatito, Vicente Amigo, Moraito, Pepe Habichuela, Rafael Riqueni, Juan Habichuela, Ketama, Enrique de Melchor, Paco Cepero, Manolo Soler, José Antonio Rodríguez, Manolo Franco, Javier Barón, Antonio Carmona, Juan Carmona, Perico del Lunar, Paco Cortés, Miguel Ángel Cortés |
| 1993 | «Canciones Populares Antiguas de Lorca»                                           | Auvidis      | Carmen Linares, Paco Cortés, Miguel Ángel Cortés, Javier Colina, José Antonio Galicia, Juan Parrilla, Bernardo Parrilla, Estrella Morente, Soleá Morente, Letras de Federico García Lorca |
| 1994 | «Desde el Alma»                                                                   | Network      | Carmen Linares, Paco Cortés, Miguel Ángel Cortés, Jesús Heredia |
| 1991 | «La Luna en el río»                                                               | Auvidis      | Carmen Linares, Paco Cortes, Pedro Sierra, Carlos Benavent, Javier Barón |
| 1988 | «Cantaora»                                                                        | Warner       | Carmen Linares, Paco Cortes, Pedro Sierra, Antonio Carmona, Javier Barón |
| 1984 | «Su cante»                                                                        | Hispavox     | Carmen Linares, Pepe Habichuela, Luis Habichuela, Manuel Soler, Guadiana, Amparo Habichuela, Juan Carmona Camborio, Antonio Carmona |
| 1978 | «Carmen Linares»                                                                  | Hispavox     | Carmen Linares, Pepe Habichuela, Luis Habichuela |
| 1971 | «Carmen Linares canta flamenco»                                                   | Movieplay    | Carmen Linares, Juan Habichuela |

### Colaboraciones discográficas
| Año  | Discográfica       | Artista                                              | Título                           | Colaboración musical |
| ---- | ------------------ | ---------------------------------------------------- | -------------------------------- | --- |
| 2022 | Eos Guitar Quartet | Eos Guitar Quartet                                   | «El Alma de Paco»                | «Aixa, Fátima y Marien» con Eos Guitar Quartet |
| 2020 | Luis Pastor        | Luis Pastor                                          | «La Paloma de Picasso»           | «Maria Pineda» con Luis Pastor |
| 2019 | Valderrama         | Juan Valderrama                                      | «Mujeres de carne y verso»       | 'Para tus manos» con Juan Valderrama con versos de Delmira Agustini.                                                                                          |
| 2018 | MeliamMusic        | Roque Baños                                          | El hombre que mató a Don Quijote | «Tarde azul de Abril» con José Luis Montón. Banda Sonora de película "El hombre que mató a Don Quijote" de Terry Gilliam                                      |
| 2018 | Salobre            | Camerata Flamenco Project                            | «Falla 3.0»                      | Nana-Asturiana de «Siete Canciones Populares» de Manuel de Falla                                                                                              |
| 2018 | Karonte            | Juan Carlos Romero, Pepe Roca                        | «Río de Rostros»                 | «La pena» |
| 2017 | Buhoman            | Paco Damas                                           | «Las sin sombrero»               | «Quisiera tener varias sonrisas de recambio», «¿Quién eres tú?» con Rozalén, Marina Heredia, Argentina, Roko, Pilar Jurado, Carmen París                      |
| 2016 | Universal          | Varios. Homenaje a Luz Casal                         | «Una luz flamenca»               | «Entre mis recuerdos» con Lucía Espín. |
| 2016 | Universal          | Miguel Poveda                                        | 13                               | «La luz que a mi me alumbraba» con Miguel Poveda - Plaza de Toros de las Ventas de Madrid                                                                     |
| 2014 | Universal          | Pitingo                                              | «Cambio de tercio»               | «Arbolé, Arbolé» con letra de Federico García Lorca |
| 2014 | Sony               | Joan Manuel Serrat                                   | «Antología desordenada»          | «Saeta» a duó con Joan Manuel Serrat. Producción Javier Limón                                                                                                 |
| 2014 | Rosevil            | Jesús Cayuela. Varios. Homenaje a Juan Ramón Jiménez | «Platero y nosotros»             | «Amistad». Letra Juan Ramón Jiménez |
| 2014 | Cozytime           | José Luis Móntón y Teresa del Pozo                   | «Flamencokids 2»                 | «Juanito el Burgahillo» |
| 2014 | NoMadMusic         | Alicia Carrasco y José Manuel León                   | «Mujerklórica»                   | «Olores a mejorana» |
| 2013 | Warner             | Miguel Campello                                      | «Chatarrero2»                    | «Tuyo» con Carlos Benavent, Tino Di Geraldo |
| 2013 | Universal          | Varios                                               | «Para la libertad»               | «El sol, la rosa y el niño» con Pablo Suárez. Letra Miguel Hernández                                                                                          |
| 2012 | EMI                | Los Evangelistas                                     | «Homenaje a Enrique Morente»     | «Delante de mi madre» con Jota, Lagartija Nick, Los Planetas                                                                                                  |
| 2012 | Warner             | José Antonio Rodríguez                               | «Anartista»                      | «Francisco Alegre» |
| 2012 | Sony               | Dorantes                                             | «Sin Muros»                      | «Asesinado por el cielo» con Dorantes |
| 2012 | Karonte            | Camerata Flamenco Project                            | «Avant Garde»                    | «Chiquilín de Bachín» |
| 2012 | Sony               | Varios. Homenaje a Joaquín Sabina                    | «De purísima y oro»              | «Pongamos que hablo de Madrid» con Javier Limón |
| 2011 | Universal          | Varios. Homenaje a Joan Manuel Serrat                | «Cantares»                       | «Poema de amor» con Juan Carlos Romero |
| 2010 | Universal          | Javier Limón                                         | «Mujeres de agua»                | «Media luna me sonríe» |
| 2003 | Universal          | Varios artistas                                      | «Territorio flamenco»            | «Se equivocó la paloma» con Juan Carlos Romero |
| 2003 | Universal          | Varios. Homenaje a Juan Valderrama                   | «Flamencos por Valderrama»       | «Garbo Malagueño» con Niño Josele |
| 1999 | Universal          | Manolo Sanlúcar                                      | «Locura de brisa y trino»        | «Adan», «Normas», «El poeta pide a su amor que le escriba», «Gacela de amor desesperado», «Campo», «Son de negros», «Normas». Letras de Federico García Lorca |
| 1999 | Universal          | Carlos Núñez                                         | «Os amores libres»               | «A orillas del río Sil» |

### Colaboraciones en Cine, Televisión y Teatro
| Año  | Título                                            | Tipo   | Artista / Compañía             | Participación |
| ---- | ------------------------------------------------- | ------ | ------------------------------ | --- |
| 2024 | "Carmen y María: Dos caminos, una mirada"         | Cine   | Fundación Princesa de Asturias | Película documental inspirado en las figuras de la cantaora Carmen Linares y la bailaora y coreógrafa María Pagés. Dos personajes que recibieron el Premio Princesa de Asturias de las Artes 2022 y crearon un espectáculo para la edición de los premios. |
| 2023 | "Imprescindibles: Cantar con Verdad"              | TV     | TVE                            | Película Documental sobre Carmen Linares con participación de personajes como Miguel Poveda, Elvira Lindo, Luz Casal, Soleá Morente, Jose Manuel Gamboa, Antonio Muñoz Molina, Juan Carlos Romero, Pepe Habichuela                                         |
| 2022 | "Archivo de creadores" T2                         | TV     | La Fábrica / Amazon            | Temporada 2 junto a José Sacristán, Miquel Barceló, Javier Mariscal, Rosa Montero y Josep Pons |
| 2022 | "Cante, Jondo, Granada 1922"                      | Cine   | José Sánchez-Montes            | Colaboración testimonio. Documental |
| 2020 | "Mujeres en la 2"                                 | TV     | TVE                            | Capítulo 2. "Cantantes" junto a India Martínez y Laura Lea. |
| 2018 | "Jaén. Virgen & Extra"                            | Cine   | José Luis López Linares        | Graba en banda sonora tres temas "Aceituneros", "Nana" y Canción de los Olivitos". |
| 2018 | "El hombre que mató a Don Quijote"                | Cine   | Terry Gilliam                  | Graba en banda sonora tres temas "Tarde azul de abril" |
| 2017 | "Ruibal por libre"                                | Cine   | Javier Ruibal                  | "De Málaga a malagueñito" junto a Javier Ruibal. Homenaje a Pablo Picasso. |
| 2017 | "Seneca"                                          | Teatro | Centro Dramático Nacional      | Actriz y cantante como "Helvia" madre de Séneca junto a Antonio Valero. Versión y Dirección: Emilio Hernández. Texto: Antonio Gala |
| 2017 | "Juanito Valderrama, la voz que ilustró un siglo" | TV     | Rosa Peña                      | Colaboración testimonio. Documental homenaje a Juanito Valderrama |
| 2016 | "Miguel Poveda. 13"                               | Cine   | Félix Vázquez                  | Testimonio y Actuación con Miguel Poveda en Plaza de Toros de las Ventas de Madrid. |
| 2013 | "Que no he muerto"                                | Teatro | José Sámano                    | Dirección musical en obra de teatro musical sobre versos de Federico García Lorca. |
| 2009 | "The limits of control"                           | Cine   | Jim Jarmusch                   | Canción "El que se tenga por grande" en banda sonora original. |
| 2007 | "Poeta en Nueva York"                             | Teatro | Blanca Lí                      | Espectáculo musical junto a Blanca Lí con versos de Federico García Lorca |
| 2006 | "¿Por qué se frotan las patitas?"                 | Cine   | Álvaro Begines                 | Graba en banda sonora dos temas "Escándalo y "Nadie se lleva nada" |
| 1998 | "Apocalipsis, voz de mujer"                       | Teatro | Irene Papas                    | Cantante y Actriz en el papel de Luz |
| 1997 | "Un rato, un minuto, un siglo..."                 | Teatro | José Sámano                    | Teatro-musical junto a Lola Herrera con versos de Federico García Lorca |
| 1995 | "Flamenco"                                        | Cine   | Carlos Saura                   | "Taranta" con Rafael Riqueni |